# Gart Westerhout

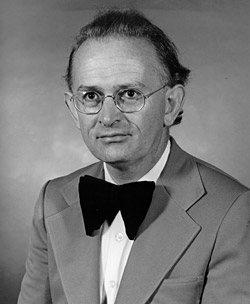
Gart Westerhout

Gart Westerhout (Den Haag, 15 juni 1927 – Catonsville, 14 oktober 2012) was een Nederlands-Amerikaanse astronoom.  

## Carrière

### In Nederland
Westerhout studeerde aan de Universiteit Leiden (Sterrewacht Leiden) bij Hendrik van de Hulst en Jan Hendrik Oort. Tijdgenoten en collega's in Nederland waren Hugo van Woerden, C. Lex Muller, Maarten Schmidt, Kwee Kiem King, Lodewijk Woltjer, en Charles L. Seeger jr. Tijdens hun studie werkten zij onder meer met Wim Brouw, Mike Davis, Ernst Raimond, Whitney Shane en Jaap Tinbergen.
Geruime tijd voor het afronden van zijn studies in Leiden was hij al internationaal bekend geworden als radioastronoom, gespecialiseerd in studies van radiogolven en de Melkweg gebaseerd op waarnemingen van radio-continuum-emissie en 21-cm spectraallijn-straling die ontstaat in interstellaire waterstof.
Hij verkreeg de graden Cand. (1950) en Drs. (1954) en promoveerde in de astronomie en natuurkunde in 1958 op een proefschrift met de titel A survey of the continuous radiation from the galactic system at a frequency 1390 Mc/s.
Opmerkelijke wetenschappelijke prestaties: de Westerhout Catalogus van continuüm-emissie-radiobronnen, verkregen door waarnemingen met de toen nieuwe Dwingeloo Radiotelescoop (de W-aanduiding van deze bronnen wordt nog steeds gebruikt, zoals bijvoorbeeld Westerhout 50), en zijn onderzoek van neutrale waterstof in de buitenste delen van de Melkweg. Zijn baanbrekende werk in samenwerking met Maarten Schmidt toonde de eerste hints van spiraalvormige structuren in het interstellaire gas aan, openbaarde de differentiële rotatie in de Melkweg en definieerde een herzien Galactisch coördinatenstelsel dat nog steeds in gebruik is.
Aan de Sterrewacht Leiden bekleedde hij de functie van assistent (1952-1956), Scientific Officer (1956-1959) en Chief Scientific Officer (1959-1962).

### In de Verenigde Staten
Hij emigreerde naar de Verenigde Staten, waar hij tot Amerikaan naturaliseerde en een aantal belangrijke wetenschappelijke en managementposities in academische en overheidsinstellingen bekleedde.
In 1962 werd hij de eerste directeur van het jonge Sterrenkunde-Programma van de Universiteit van Maryland (gestart door Uco van Wijk). De Maryland-Green Bank Galactic 21 cm Line Survey, uitgevoerd met de 91 m- radiotelescoop van het National Radio Astronomy Observatory,   verbeterde onze kennis van de galactische structuur dankzij een hogere hoekresolutie.
Hij bleef in Maryland tot het midden van 1973, met bijkomende verantwoordelijkheden in 1972-73 als voorzitter van de afdeling Mathematical & Physical Sciences and Engineering. Van 1973 tot 1977 was hij hoogleraar astronomie aan de Universiteit van Maryland, en tijdelijk (1973-1974) bezoekend astronoom aan het Max-Planck-Institut für Radioastronomie (MPIfR) in Bonn, Duitsland.
Van 1977-1993 was hij wetenschappelijk directeur van het US Naval Observatory in Washington, DC. Dat observatorium verkreeg metingen van telescopen op het Flagstaff -station, en bestudeerde astrometrische gegevens die door radio-interferometrie en innovatieve toepassing van optische interferometrietechnieken werden verkregen.
Toen Edward LG Bowell een planetoïde ontdekte, vernoemde hij deze naar hem: 5105 Westerhout.

## Lidmaatschappen
Lidmaatschappen:
- Internationale Astronomische Unie (IAU) (Commissies 33, 34, 40, 24 & 5)
- Internationale Wetenschappelijke Radio Unie (URSI)
- American Astronomical Society (AAS)
- Royal Astronomical Society
- Sigma Xi

Zijn wetenschappelijke en bestuurlijke activiteiten hebben bijdragen geleverd aan onder andere de IAU, National Science Foundation (NSF), AAS, National Research Council, de Associated Universities Inc, Inter-Unie Comité voor de toekenning van frequenties (IUCAF), URSI, National Radio Astronomy Observatory, MPIfR,  MIT Haystack Observatory, Arecibo Observatory en National Academy of Sciences.